# Henry Walters
Henry Walters (Baltimora, 26 settembre 1848 – New York, 30 novembre 1931) è stato un dirigente d'azienda, collezionista d'arte e filantropo statunitense, presidente della Atlantic Coast Line Railroad fino al suo ritiro nel 1902. Fondò il Walters Art Museum di Baltimora.

## Biografia
Suo padre era William Thompson Walters. 
Si laureò alla Georgetown University nel 1869 e proseguì iscrivendosi alla Lawrence Scientific School della Harvard University dal 1869 al 1872. 
Nel 1889 si trasferì a Wilmington, nella Carolina del Nord, dove assunse la carica di Direttore Generale della ferrovia di suo padre. 
Dopo la morte di William' nel 1894, fu eletto presidente della Atlantic Coast Line Company e ne trasferì la sede a New York. 
Sotto la sua guida la ferrovia crebbe rapidamente fino alla prima guerra mondiale. 
Nel 1902 prese il controllo della Louisville and Nashville Railroad.
A New York, Henry visse con Pembroke e Sarah Jones, una coppia che aveva conosciuto a Wilmington.
Walters tornò a raramente a Baltimora, tranne che per partecipare alle riunioni del consiglio di amministrazione della Safe Deposit and Trust Company. 
Tre anni dopo la morte di Pembroke Jones, nel 1919, Henry sposò Sarah, ed essi continuarono a vivere nella casa di Manhattan, circondati dalle loro collezioni d'arte.

## Lascito
Quando suo padre morì, nel 1894, lasciò in eredità la sua collezione al figlio Henry, che ampliò notevolmente l'ambito di acquisizioni, tra le quali lo sbalorditivo acquisto degli oltre 1.700 pezzi contenuti in un palazzo a Roma.
Nel settembre 1900, Henry acquistò le tre case nel quartiere di Mount Vernon a Baltimora, adiacenti alla proprietà dove suo padre aveva ospitato e messo in mostra la sua collezione.
Fece trasformare il sito in un palazzo che aprì al pubblico nel 1909 come The Walters Art Museum.
Morì nel 1931, lasciando l'edificio e il suo contenuto al sindaco e al consiglio municipale di Baltimora "a beneficio del pubblico").
Il Walters Art Museum ha aperto le porte come ente pubblico per la prima volta il 3 novembre 1934.
Egli donò alla città di Baltimora anche quattro bagni pubblici, uno dei quali, il Walters Bath No. 2, nel 1979 è stato inserito nel National Register of Historic Places.

## Le raccolte d'arte
Henry Walters voleva un museo che potesse svolgere un ruolo educativo all'interno della comunità,
ma inizialmente fece solo in modeste aggiunte alla collezione del padre.
Nel 1897, l'acquisto di un Corano del XV secolo, dapprima ritenuto persiano ma ora considerato indiano, potrebbe aver avviato la raccolta di manoscritti.
Nel 1900 Henry acquistò la Madonna dei Candelabri di Raffaello, che era passata per le collezioni delle famiglie Borghese e Bonaparte;
lo USPS riprodusse questo dipinto sul francobollo del Natale 2011.
Nel 1902 Henry effettuò un'acquisizione su una scala senza precedenti nella storia del collezionismo americano:   comprò il contenuto del Palazzo Accoramboni a Roma.
La collezione abbondava in opere di rilevanza, molte di maestri diversi da quelli ai quali erano state attribuite, altre di artisti non di moda in quel momento:
in quest'ultima categoria ricade il San Francesco riceve le stimmate dipinto da El Greco.
Tra i tesori archeologici della collezione ci sono sette magnifici sarcofagi provenienti da una camera sepolcrale associata con la famiglia Calpurnii Pisoni.
Henry  acquistò la collezione per la somma di cinque milioni di franchi francesi o 1.000.000 di dollari.
Egli ampliò le collezioni del XIX secolo con opere come Il fidanzamento di Raffaello di Ingres, acquistato nel 1903.
Anche se non trovava di suo gradimento l'Impressionismo francese, nel 1903 decise di acquistarne due esempi da Mary Cassatt, incluso la Donna che legge di Monet.
Henry Walters continuò a incrementare le sue collezioni, acquistando sia a New York che all'estero.
Egli raccolse arte egiziana, antica del Vicino Oriente e islamica, così come una serie di importanti oggetti classici e medievali occidentali, tra cui un paio di teste di pietra calcarea di governanti del Vecchio Testamento provenienti dalla chiesa abbaziale di Saint-Denis.
A partire dal 1903, Henry Walters entrò nel comitato esecutivo del Metropolitan Museum of Art; nel 1913 divenne secondo vice presidente, incarico che mantenne per il resto della sua vita.
Le sue esperienze in molti comitati di musei potrebbero aver causato il cambiamento di indirizzo  nella sua attività di collezionista, dopo la prima guerra mondiale Walters era meno interessato all'acquisizione di opere rappresentative di vari settori e più concentrato verso oggetti di notevole valore storico e artistico.